# Stipa subaristata
Stipa subaristata är en gräsart som först beskrevs av Oscar R. Matthei, och fick sitt nu gällande namn av José Aristida Alfredo Caro och Evangelina A. Sánchez. Stipa subaristata ingår i släktet fjädergrässläktet, och familjen gräs. Inga underarter finns listade i Catalogue of Life.